# کریستین شنک
کریستین شنک (آلمانی: Christian Schenk؛ زادهٔ ۹ فوریهٔ ۱۹۶۵) ورزشکار دهگانه اهل آلمان بود.